# Guido Parisch
Guido Parisch bzw. in Deutschland Guido Schamberg, auch Guido Parisch-Schamberg, (* 17. April 1885 in Rom; † 1968 in Italien) war ein italienischer Filmregisseur, Drehbuchautor und Gelegenheits-Schauspieler.

## Leben und Wirken
Über Parischs Vita ist nur wenig bekannt. Er entstammte altem römischem Adel und war bereits in jungen Jahren als Freimaurer der Grande Oriente d’Italia tätig. Gleich nach dem Ersten Weltkrieg ging er nach Turin zum (damals noch stummen) Film und begann, gemeinsam mit der von ihm zum Newcomer-Star aufgebauten Marcella Albani, 1919 seine Regiekarriere. Zusammen mit der Albani reiste er 1922 nach Deutschland weiter, wo die Bedingungen, eine Leinwand-Karriere fortzusetzen, zu dieser Zeit deutlich besser waren. Gleich zu Beginn handelte sich Parisch jedoch einigen Ärger mit der deutschen Filmzensur ein; sein deutscher Erstling Frauenschicksal wurde mit Jugendverbot belegt, da “dieser Film reichlich mit Prügel- und Kaschemmen-Scenen, mit minderwertigen Sensationen und auf den niederen Instinkt der Bevölkerung berechneter gröblicher Schilderung durchsetzt ist und die gesamte Darstellung einen schundmässigen Inhalt sich nähert”, wie es in der Begründung hieß.
Parisch, der sich hier nunmehr Schamberg nannte, blieb der Hausregisseur Albanis und stellte mit ihr vor allem dramatische und melodramatische Stoffe her, die künstlerisch keine Ambitionen zeigten. Gelegentlich trat er an ihrer Seite auch vor die Kamera. Bereits 1926 war Schambergs/Parischs Regiekarriere in Deutschland weitgehend beendet, und er stellte sich in den Dienst des faschistischen Mussolini-Regimes, blieb aber zunächst in Deutschland. 1936 inszenierte er für die Berliner Döring-Werke ein propagandistisches „Dokumentar“-Filmwerk mit dem Titel Italien marschiert und stand im Übrigen im Dienst des faschistischen Istituto Luce, dessen deutsche Auslandsvertretung er leitete. Im Sommer 1941 trat er von seinem Berliner Posten zurück und kehrte vermutlich nach Italien heim.

## Filmografie
als Regisseur, wenn nicht anders angegeben
- 1919: Atavismo dell'anima (auch Drehbuch und Filmrolle)
- 1919: Maglia nera
- 1919: Lotte di spirito
- 1920: Salvator
- 1920: Il romanzo di Nina
- 1921: La Madonna della robbia
- 1921: L'immortale
- 1921: Il risorto
- 1921: Bufera
- 1922: Ferro di cavallo (Co-Regie)
- 1922: La sposa perduta (Co-Regie)
- 1922: Frauenschicksal (auch Drehbuch)
- 1923: Im Rausche der Leidenschaft
- 1923: Das Spiel der Liebe (auch Drehbuch)
- 1924: Guillotine
- 1925: Das Geheimnis der alten Mamsell (nur Filmrolle)
- 1926: Die Flucht in den Zirkus (Co-Regie, Filmrolle)
- 1927: La figlia di nessuno
- 1929: Das Erlebnis einer Nacht (nur Produktionsleitung)
- 1936: Italien marschiert (propagandist. Dokumentarfilm)